# Dieffenbach-au-Val
Dieffenbach-au-Val è un comune francese di 638 abitanti situato nel dipartimento del Basso Reno nella regione del Grand Est.

## Società

### Evoluzione demografica
Abitanti censiti